# Уганда на Светском првенству у атлетици на отвореном 2013.
Уганда је учествовала на Светском првенству у атлетици на отвореном 2013. одржаном у Москви од 10. до 18. августа четрнаести пут, односно учествовала је на свим првенствима до данас. Репрезентацију Уганде представљало је дванаест  учесника (10 мушкараца и 2 жене) који су се такмичили у шест дисциплина.,
На овом првенству Уганда је по броју освојених медаља делила 12. место са освојеном једном, златном медаљом. Оборен је један   национални рекорд. У табели успешности према броју и пласману такмичара који су учествовали у финалним такмичењима (првих 8 такмичара) Уганда је са једним учесником у финалу делила 30 место са освојених 8 бодова.
| Плас. | Земља  | 1. место | 2. место | 3. место | 4. место | 5. место | 6. место | 7. место | 8. место | Бр. финал. | Бод. |
| ----- | ------ | -------- | -------- | -------- | -------- | -------- | -------- | -------- | -------- | ---------- | ---- |
| =30.  | Уганда | 1        | 0        | 0        | 0        | 0        | 0        | 0        | 0        | 1          | 8    |

## Учесници
| Мушкарци: - Роналд Мусагала — 800 м - Филип Кипјеко — 5.000 м - Мозис Ндијема Кипсиро — 5.000 м, 10.000 м - Томас Ајеко — 10.000 м - Тимоти Торојтич — 10.000 м, 3.000 м са препрекама - Стивен Кипротич — Маратон - Џексон Кипроп — Маратон - Абрахам Киплимо — Маратон - Бенџамин Киплагат — 3.000 м са препрекама - Џејкоб Араптани — 3.000 м са препрекама | Жене: - Џулијет Чеквел — 10.000 м - Сара Намбава — Троскок |  |

## Освајачи медаља

### Злато
- Стивен Кипротич — Маратон

## Резултати

### Мушкарци
| Атлетичар             | Дисциплина       | Лични рекорд | Квалификације  | Квалификације  | Полуфинале           | Полуфинале           | Финале                | Финале               | Детаљи         |
| Атлетичар             | Дисциплина       | Лични рекорд | Резултат       | Место          | Резултат             | Место                | Резултат              | Место                | Детаљи         |
| --------------------- | ---------------- | ------------ | -------------- | -------------- | -------------------- | -------------------- | --------------------- | -------------------- | -------------- |
| Роналд Мусагала       | 800 м            | 1:45,71      | 1:46,12 КВ     | 1. у гр 2      | 1:45,87              | 5. у гр 3            | Нису се квалификовали | 14 / 47 (49)         |                |
| Филип Кипјеко         | 5.000 м          | 13:16,92     | 13:33,68       | 11. у гр 1     |                      |                      | Нису се квалификовали | 19 / 29 (31)         |                |
| Мозис Ндијема Кипсиро | 5.000 м          | 12:50,72 НР  | Није стартовао | Није стартовао | Није се квалификовао | Није се квалификовао |                       |                      |                |
| Мозис Ндијема Кипсиро | 10.000 м         | 27:04,48     |                |                |                      |                      | 27:44,53 ЛРС          | 13 / 25 (35)         | [ мртва веза ] |
| Томас Ајеко           | 10.000 м         | 27:43,22     | 27:40,96 ЛР    | 11 / 25 (35)   |                      |                      |                       |                      | [ мртва веза ] |
| Тимоти Торојтич       | 10.000 м         | 27:31,07     | 28:33,61       | 22 / 25 (35)   |                      |                      |                       |                      | [ мртва веза ] |
| Тимоти Торојтич       | 3.000 м препреке | 8:23,61      | Није стартовао | Није стартовао |                      |                      | Није се квалификовао  | Није се квалификовао |                |
| Бенџамин Киплагат     | 3.000 м препреке | 8:03,81 НР   | 8:21,14 кв     | 6. у гр 1      | 8:31,09              | 14 / 35 (41)         |                       |                      |                |
| Џејкоб Араптани       | 3.000 м препреке | 8:14,48      | 8:24,53 кв     | 4. у гр 2      | 8:25,86              | 12 / 35 (41)         |                       |                      |                |
| Стивен Кипротич       | Маратон          | 2:07:20 НР   |                |                |                      |                      | 2:09:51               |                      |                |
| Џексон Кипроп         | Маратон          | 2:09:32      | 2:12:12        | 10 / 50 (70)   |                      |                      |                       |                      |                |
| Абрахам Киплимо       | Маратон          | 2:13:32      | 2:16:25        | 19 / 50 (70)   |                      |                      |                       |                      |                |

### Жене
| Атлетичарка    | Дисциплина | Лични рекорд | Квалификације | Квалификације | Полуфинале | Полуфинале | Финале                | Финале       | Детаљи         |
| Атлетичарка    | Дисциплина | Лични рекорд | Резултат      | Место         | Резултат   | Место      | Резултат              | Место        | Детаљи         |
| -------------- | ---------- | ------------ | ------------- | ------------- | ---------- | ---------- | --------------------- | ------------ | -------------- |
| Џулијет Чеквел | 10.000 м   | 33:50,75     |               |               |            |            | 32:57,02 НР           | 16 / 17 (19) | [ мртва веза ] |
| Сара Намбава   | Троскок    | 14,06 НР     | 13,31         | 11. у гр. А   |            |            | Није се квалификовала | 20 / 21      |                |